# Placide David
Placide David est un historien haïtien , né en 1885 et mort en 1967.

## Biographie
Placide David  est connu pour ses études approfondies sur l'histoire d'Haïti, se concentrant sur les développements politiques et sociaux du pays. David était membre de la Société d'Histoire et de Géographie d’Haïti, une institution qu'il a contribué à créer pour promouvoir la recherche historique et la connaissance en Haïti.

## Œuvres majeures
David est l'auteur de plusieurs œuvres importantes, dont Sur les rives du passé: choses de Saint-Domingue dans la Collection Caraïbe, l'une de ses publications les plus connues. Ce livre explore divers aspects de l'histoire d'Haïti post-indépendance, en particulier ses relations avec les puissances étrangères. Un des chapitres notables, "Forsaken by the United States", discute des relations commerciales complexes entre Haïti et les États-Unis au début des années 1800. Ce chapitre souligne comment, malgré les tensions politiques, Haïti a maintenu des relations commerciales lucratives avec les États-Unis, essentielles à sa survie dans les premières années de son indépendance.
Une autre œuvre majeure de David est Héritage colonial en Haïti, publiée par les Éditions Fardin en 2004, une analyse approfondie de l'évolution politique d'Haïti, de la période coloniale jusqu'au milieu du XXe siècle. Ses écrits restent une référence cruciale pour comprendre les complexités de l'histoire haïtienne et les défis auxquels la nation a été confrontée.

## Héritage
L'œuvre de Placide David continue d'influencer les historiens et les chercheurs intéressés par le passé d'Haïti. Ses efforts pour documenter et analyser l'histoire du pays ont fourni aux générations suivantes une compréhension détaillée des luttes et des réussites d'Haïti. Ses publications sont encore citées dans des études contemporaines et sont considérées comme des textes fondamentaux dans le domaine de la recherche historique haïtienne.